# Liste der Fluggesellschaften in Pakistan
Dieser Artikel listet die pakistanischen Fluggesellschaften auf.

## Erklärungen

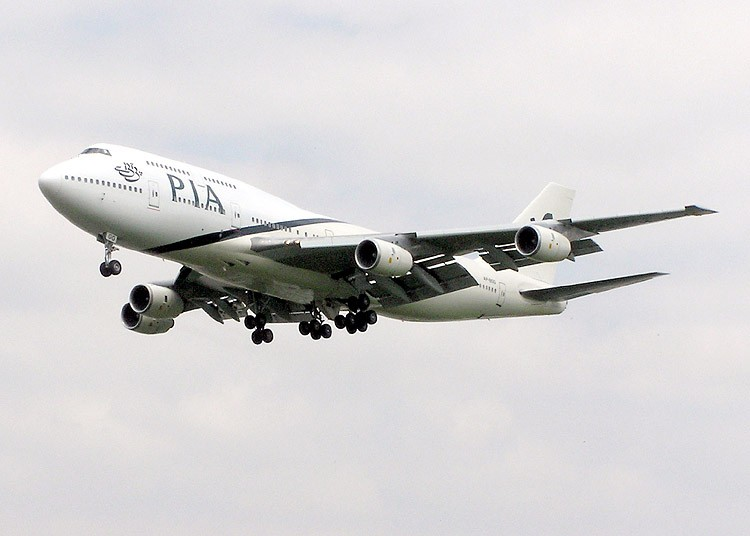
Boeing 747 der Pakistan International Airlines

- P: „normale“ Passagierfluggesellschaft mit Linienflügen

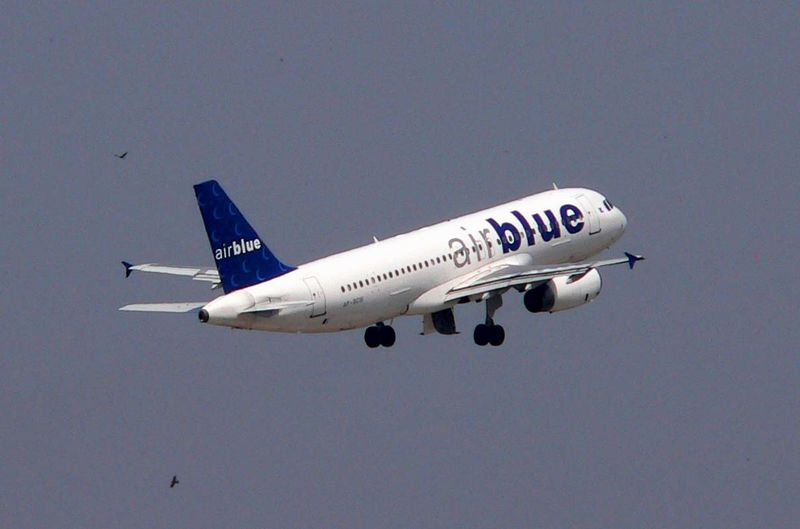
Flugzeug der Airbus-A320-Familie der Airblue

- B: Billigfluggesellschaft
- T: Transportfluggesellschaft
- R: führt Regierungsflüge durch
- C: Charterflüge
- A: Ambulance-Flüge
- I: ausschließlich Inlandsflüge

| Fluggesellschaft                | IATA        | ICAO        | Rufzeichen           | Bemerkungen | Quellen |
| ------------------------------- | ----------- | ----------- | -------------------- | ----------- | ------- |
| Aero Asia 1                     | E4          | RSO         | AERO ASIA            | I           |         |
| Airblue                         | PA          | ABQ         | PAKBLUE              | P           | [ 1 ]   |
| Air Indus                       | I6          | MPK         | AIR INDUS            | P, I        | .       |
| Bhoja Air 1                     | B4          | BHO         | BHOJA                | I           |         |
| Pak Airways 1                   | (unbekannt) | (unbekannt) | (unbekannt)          | P, C        |         |
| Pakistan International Airlines | PK          | PIA         | PAKISTAN             | P           |         |
| Shaheen Air                     | NL          | SAI         | SHAHEEN AIR          | P, C        |         |
| Star Air Aviation               | 6S          | URJ         | STARAV               | P           |         |
| Vision Air International        | –           | VIS         | DREAM BIRD           | P, C        | [ 3 ]   |
| Rayyan Air                      | –           | RAB         | RAYVAN INTERNATIONAL | P           |         |